# Антофагаста-де-ла-Сьерра (департамент)
Департамент Антофагаста-де-ла-Сьерра  (исп. Departamento de Antofagasta de la Sierra) — департамент в Аргентине в составе провинции Катамарка.
Территория — 28097 км². По данным Национального института статистики и переписи населения в Аргентине на 2010 год численность жителей департамента была 1436 против 1282 человек в 2001 году, что составило рост на 12,0%. Плотность населения — 0,05 чел./км².
Административный центр — Антофагаста-де-ла-Сьерра.

## География
Департамент расположен на севере провинции Катамарка.
Департамент граничит:
- на севере и востоке — с провинцией Сальта
- на юго-востоке — с департаментом Белен
- на юге — с департаментом Тиногаста
- на западе с Чили

## Административное деление
Департамент включает 1 муниципалитет:
- Антофагаста-де-ла-Сьерра

## Важнейшие населенные пункты[3]
| № | Населённый пункт         | Населённый пункт (исп.)  | Категория | Население чел. (2010) | На карте                        |
| - | ------------------------ | ------------------------ | --------- | --------------------- | ------------------------------- |
| 1 | Антофагаста-де-ла-Сьерра | Antofagasta de la Sierra | поселок   | 730                   | 26°03′36″ ю. ш. 67°24′22″ з. д. |
| 2 | Эль-Пеньон               | El Peñón                 | поселок   | 263                   | 26°28′41″ ю. ш. 67°15′53″ з. д. |
| 3 | Антофалья                | Antofalla                | поселок   | 45                    | 25°30′57″ ю. ш. 67°37′09″ з. д. |
| 4 | Лос-Насимьентос          | Los Nacimientos          | поселок   | 43                    | 25°49′26″ ю. ш. 67°22′19″ з. д. |